# Грабувка (Опольський повіт)
Грабувка (пол. Grabówka) — село в Польщі, у гміні Ополе-Любельське Опольського повіту Люблінського воєводства.
Населення — 187 осіб (2011).
У 1975-1998 роках село належало до Люблінського воєводства.

## Демографія
Демографічна структура станом на 31 березня 2011 року:
|          | Загалом | Допрацездатний вік | Працездатний вік | Постпрацездатний вік |
| -------- | ------- | ------------------ | ---------------- | -------------------- |
| Чоловіки | 104     | 26                 | 66               | 12                   |
| Жінки    | 83      | 14                 | 50               | 19                   |
| Разом    | 187     | 40                 | 116              | 31                   |